# 今井武夫
今井武夫（日语：いまい たけお，1898年2月23日—1982年6月12日），日本陸軍軍人，军衔为陸軍少将。1945年8月21日下午4时，时任日军总参谋副长今井武夫和参谋桥岛芳雄和前川国雄（翻译木村辰男），在芷江向国军参谋总长萧毅肃、副总长冷欣以及中国战区美军作战司令部参谋长柏德诺递交投降书。